# Cycnidolon minutum
Cycnidolon minutum là một loài bọ cánh cứng trong họ Cerambycidae.